# 7e cérémonie des Grammy Awards
La 7e cérémonie annuelle des Grammy Awards a eu lieu au Beverly Hilton à Beverly Hills, le 13 avril 1965.

## Palmarès
| Prix                      | Artiste                    | Titre                 |
| ------------------------- | -------------------------- | --------------------- |
| Enregistrement de l'année | Stan Getz et João Gilberto | The Girl from Ipanema |
| Album de l'année          | Stan Getz et João Gilberto | Getz/Gilberto         |
| Chanson de l'année        | Louis Armstrong            | Hello, Dolly!         |

| Prix                                                                         | Artiste           | Titre                                 |
| ---------------------------------------------------------------------------- | ----------------- | ------------------------------------- |
| Album Of The Year - Classical                                                | Leonard Bernstein | Bernstein: Symphony No. 3 \"Kaddish\" |
| Best Instrumental Composition (Other Than Jazz)                              | Henry Mancini     | The Pink Panther Theme                |
| Best Vocal Performance, Female                                               | Barbra Streisand  | People                                |
| Best Vocal Performance, Male                                                 | Louis Armstrong   | Hello, Dolly!                         |
| Best Instrumental Jazz Performance - Small Group Or Soloist With Small Group | Stan Getz         | Getz/Gilberto                         |
| Best Instrumental Jazz Performance - Large Group Or Soloist With Large Group | Laurindo Almeida  | Guitar From Ipanema                   |
| Best Original Jazz Composition                                               | Lalo Schifrin     | The Cat                               |
| Best Instrumental Performance - Non-Jazz                                     | Henry Mancini     | The Pink Panther                      |
| Best Instrumental Arrangement                                                | Henry Mancini     | The Pink Panther                      |
| Best Accompaniment Arrangement For Vocalist(s) Or Instrumentalist(s)         | Barbra Streisand  | People                                |
| Best Performance By A Vocal Group                                            | The Beatles       | A Hard Day's Night                    |
| Best Performance By A Chorus                                                 |                   | The Swingle Singers Going Baroque     |
| Best Original Score Written For A Motion Picture Or Television Show          |                   | Mary Poppins                          |
| Best Score From An Original Cast Show Album                                  |                   | Funny Girl                            |
| Best Comedy Performance                                                      | Bill Cosby        | I Started Out As A Child              |
| Best Documentary, Spoken Word Or Drama Recording (Other Than Comedy)         |                   |                                       |
| Best Engineered Recording                                                    |                   |                                       |
| Best Engineered Recording - Special Or Novel Effects                         |                   |                                       |
| Best Album Cover - Other Than Classical                                      |                   |                                       |
| Best Recording For Children                                                  |                   |                                       |
| Best Rock & Roll Recording                                                   |                   |                                       |
| Best Rhythm & Blues Recording                                                |                   |                                       |
| Best Folk Recording                                                          |                   |                                       |
| Best Gospel Or Other Religious Recording (Musical)                           |                   |                                       |
| Best New Artist Of 1964                                                      |                   |                                       |
| Best Country & Western Single                                                |                   |                                       |
| Best Country & Western Album                                                 |                   |                                       |
| Best Country & Western Vocal Performance - Female                            |                   |                                       |
| Best Country & Western Vocal Performance - Male                              |                   |                                       |
| Best Country & Western Song                                                  |                   |                                       |
| Best New Country & Western Artist Of 1964                                    |                   |                                       |
| Best Album Notes                                                             |                   |                                       |
| Best Performance - Orchestra                                                 |                   |                                       |
| Best Chamber Performance - Instrumental                                      |                   |                                       |
| Best Chamber Music Performance - Vocal                                       |                   |                                       |
| Best Performance - Instrumental Soloist Or Soloists (With Orchestra)         |                   |                                       |
| Best Performance - Instrumental Soloist Or Soloists (Without Orchestra)      |                   |                                       |
| Best Opera Recording                                                         |                   |                                       |
| Best Choral Performance (Other Than Opera)                                   |                   |                                       |
| Best Vocal Soloist Performance (With Or Without Orchestra)                   |                   |                                       |
| Best Composition By A Contemporary Composer                                  |                   |                                       |
| Best Engineered Recording                                                    |                   |                                       |
| Best Album Cover - Classical                                                 |                   |                                       |
| Most Promising New Classical Recording Artist                                |                   |                                       |